# 衣服滑落
衣服滑落（Wardrobe malfunction），常俗称“露点”，是一個界限比较模糊的委婉語，泛指人體的隱秘部位（通常為乳頭或下體）因衣服脫落而意外的走光。衣服滑落通常是在本人不知情的情况下，也有可能故意为之。以此搏眼球，比如据称部分藝人为爭取媒體報導的效果，有时会故意使衣服滑落。不過多半不會將刻意的不雅暴露或公開露體包括在衣服滑落內。
本概念首次使用是2004年賈斯汀·提姆布萊克在第46屆葛萊美獎中為第三十八屆超級盃中場表演爭議道歉時使用。之後媒體就開始这样描述類似的意外。此詞語也進入流行文化中。不過在此一詞語出現之前，就已有許多類似的事件报导，至少追溯到1992年。

## 外部連結
- UK Olympian Suffers Major Wardrobe Malfunction on Bobsled Track （页面存档备份，存于）, breitbart.tv